# Elbe Evangelical Lutheran Church

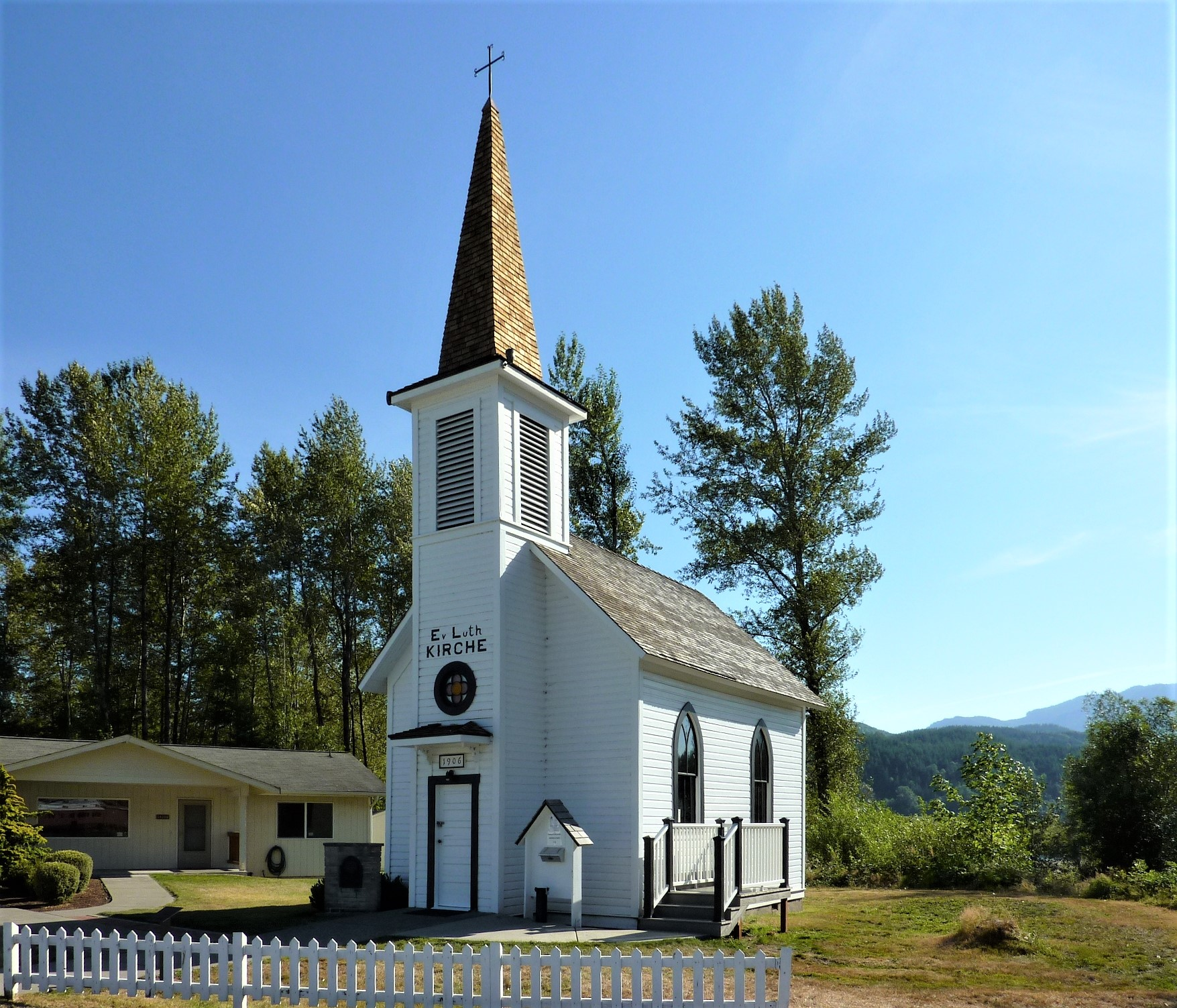
Die Elbe Evangelical Lutheran Church mit den deutschen Schriftzug über dem Portal

Die Elbe Evangelical Lutheran Church (auch: Little White Church of Elbe, deutsch: Kleine Weiße Kirche von Elbe) ist ein Kirchengebäude der Evangelical Lutheran Church in America in Elbe, einer kleinen Ortschaft im Pierce County südlich von Seattle im US-amerikanischen Bundesstaat Washington. Die durch eine Stiftung betreute Kirche wird noch regelmäßig für Gottesdienste genutzt. Die Kirche ist als nationales historisches Denkmal gelistet.

## Geschichte
Die evangelisch-lutherische Kirche von Elbe wurde 1906 in einer Holzfäller- und Sägewerkssiedlung, die größtenteils von Deutschen der ersten und zweiten Auswanderergeneration besiedelt war, erbaut. Es war der erste Kirchenbau in Elbe, das 25 Jahre zuvor von Henry Lutkens und seiner Frau Christina gegründet worden war. Elbes erste lutherische Gottesdienste wurden ab 1893 zunächst in Privathäusern durch Pfarrer Louis H. Schuh von der Trinity Lutheran Church in Tacoma und andere Geistliche abgehalten. 1906 trat Pfarrer Karl Killian, der aus Hermannsburg in Deutschland stammte, den Dienst in Elbe an. Er war lutherischer Pfarrhaus von Puyallup und hielt Gottesdienste in verschiedenen Gemeinden. Elbe hatte seit der Gründung Aufschwung genommen und die Einwohnerschaft sich erhöht. Die Eisenbahn der Tacoma and Eastern Railroad wurde bis Elbe verlängert. In diesem Umfeld stiftete Henry Lutkens einen Bauplatz und Bauholz für eine eigene lutherische Kirche, die nach einem Entwurf von Pfarrer Killian in Eigenleistung der Gemeinde errichtet wurde. Das aufgesetzte eiserne Kreuz des Kirchturms wurde von Levi Engel, dem Stadtschmied, geschmiedet. Die Gottesdienste wurden zunächst auf Deutsch gehalten, wovon heute noch die Bezeichnung „Ev Luth Kirche“ über dem Eingang zeugt. 1976 erfolgte der Eintrag in das nationale Denkmalregister.